# Biziura lobata
El pato almizclero (Biziura lobata), también malvasía de papada, o malvasía papuda  es una especie de ave anseriforme de la familia Anatidae natural de Australia, la única del género Biziura. Su distribución comprende el sureste y este de Australia y Tasmania.

## Características
De longitud alcanza de 61 a 73 cm. Las hembras miden entre 47 y 55 cm de largo. Los machos pesan de 1,8 a 3,1 kg, las hembras de 1 a 1,8 kg.

## Historia natural
Habita en lagos y lagunas. También se le ve en los esteros y en el mar. Algunos anidan en regiones semiáridas cuando éstas se inundan. La nidada consiste de uno a cinco huevos, la nidada promedio es de tres huevos. La incubación es realizada por la hembra, como también la alimentación de los polluelos.
Se alimentan de insectos acuáticos, peces y ranas. Se zambullen para obtener comida. Permanece bajo la superficie por unos 30 segundos.